# Edwin Poots
Edwin Poots (Lisburn, 25 maggio 1965) è un politico britannico del Partito Unionista Democratico (DUP). È speaker dell'Assemblea dell'Irlanda del Nord dal 2024 e membro per Lagan Valley dal 1998. Ha ricoperto numerosi incarichi ministeriali nell'esecutivo dell'Irlanda del Nord dal 2007; da gennaio 2020 è Ministro dell'agricoltura, dell'ambiente e degli affari rurali. È succeduto ad Arlene Foster come leader del partito del DUP il 28 maggio 2021.

## Biografia
Edwin Poots proviene da una famiglia del DUP. Suo padre si è candidato per il Partito Unionista Protestante (un predecessore del DUP) alle elezioni generali del 1969 ed è stato uno dei fondatori del Partito Unionista Democratico (DUP) strettamente protestante nel 1971, insieme a Ian Paisley.
Poots ha studiato al Greenmount Agricultural College. Ha iniziato la sua carriera politica nel consiglio comunale di Lisburn ed è stato eletto all'Assemblea dell'Irlanda del Nord nel 1998.
Nel 2007, il primo ministro Ian Paisley ha nominato Poots ministro della cultura, delle arti e del tempo libero nell'esecutivo dell'Irlanda del Nord. Ha ricoperto questo incarico fino al 2008 ed è tornato al governo nel 2009 come ministro dell'ambiente. Dal 2011 al 2014 è stato Ministro della salute, degli affari Sociali e della pubblica sicurezza. Nel 2020 è stato nuovamente nominato ministro dal primo ministro Arlene Foster, questa volta per l'agricoltura, l'ambiente e gli affari rurali.
Nel 2021, Poots è stato coinvolto nella stesura di una lettera in cui alcuni importanti politici del DUP hanno ritirato la loro fiducia in Foster. Foster ha quindi annunciato che si sarebbe dimessa da leader del partito e primo ministro. Poots ha vinto le elezioni per la leadership il 14 maggio 2021 ed è succeduto a Foster come leader del partito il 28 maggio 2021. Ha annunciato che non ha intenzione di diventare anche primo ministro dell'Irlanda del Nord.
Poots è considerato meno moderato del suo predecessore Foster. Ha vinto le elezioni per la leadership promettendo di riformare il DUP e di opporsi al protocollo dell'Irlanda del Nord. Questo protocollo fa parte del Trattato Brexit che regola l'uscita del Regno Unito dall'Unione Europea. Questo ha creato un confine doganale tra la Gran Bretagna e l'Irlanda del Nord che è aborrito dagli unionisti.
Poots è un membro professo della Chiesa presbiteriana libera dell'Ulster. È contro il matrimonio tra persone dello stesso sesso e l'aborto ed è un giovane creazionista terrestre (crede che la Terra non abbia più di 6 000 anni). Come politico, Poots è noto per essere pragmatico. In passato ha stretto accordi con il Sinn Féin e il governo irlandese.